# القلب والوتد
القلب والوتد هو نوع من أنواع ترميمات الأسنان، يُستخدم من أجل الحفاظ على السن عندما لا توجد كمية كافية من النسج السنية السليمة التي تسمح بإجراء الترميم. يُثبت الوتد ضمن قناة الجذر المحضرة من أجل القيام بمهمة تثبيت القلب الذي يحمل الترميم النهائي.
يتمثل دور الوتد أولًا في الحفاظ على القلب والتاج النهائي، وثانيًا في إعادة توزيع الضغوط المتولدة على الجذر، ما يقلل من خطر التصدع العمودي للجذر. لا يلعب الوتد أي دور في تقوية الأسنان أو دعمها بل على النقيض من ذلك، يمكن أن يجعلها أكثر عرضة لكسر الجذر.
عند تحديد ما إذا كانت السن تتطلب تاجًا فوق قلب ووتد أو تاجًا تقليديًا، يجب تحديد ما يلي:
1. وجود الطويق الكافي (بنية تاجية كافية).
2. طول كافي للقناة الجذرية من أجل الاحتفاظ بالوتد.
3. الانحناء والتشريح الشامل للنظام القنيوي الجذري.
4. سمك عاج جذري كافي من أجل تحضير الوتد.
5. قابلية السن للترميم.

تكمن فائدة وضع الوتد في قناة الجذر في تحسين قدرة تثبيت بالتاج. ومع ذلك، توجد عيوب أيضًا، إذ يزداد خطر حدوث الانثقاب أثناء تحضير حفرة استقبال الوتد. يمكن أن يزيد الوتد من احتمالية كسر الجذر، بالإضافة لجعله معالجة القناة في المستقبل أكثر صعوبة. وأخيرًا، قد يكون مدمرًا للغاية بسبب حاجته إلى إزالة مفرطة لأنسجة السن. يمكن أن يزيد وجود الطويق من مقاومة الوتد للكسر.
تُستخدم الأوتاد في الأسنان الأمامية بشكل أكبر من الأسنان الخلفية. يُعد وجود حجرة لبية كبيرة في الأسنان الخلفية مع إمكانية استخدامها من أجل الاحتفاظ بالقلب الذي يثبت التاج السبب الرئيسي لذلك، في حين أن الأسنان الأمامية أصغر كثيرًا وأقل تثبيتًا.
عندما يتعذر تثبيت القلب على سن خلفي وتكون الوظيفة مطلوبة، يجب عدم استخدام أكثر من وتد واحد لكل سن  ويجب وضعه في أوسع قناة موجودة. وذلك لأنه في حال القيام بأكثر من عملية تحضير من أجل الوتد سوف يُزال العاج بشكل مفرط وبالتالي زيادة خطر الكسر. أفضل بديل للأوتاد على الأسنان الخلفية هو استخدام «ترميم نايار» الأساسي الذي يمتد إلى مدخل القناة الجذرية.
تنقسم القلوب والأوتاد إلى مجموعتين رئيسيتين: مسبقة الصنع ومصبوبة. يستخدم كلا النظامين وتد يوضع داخل قناة الجذر للسن المرمَمَة. وبالتالي يجب أولًا علاج الأسنان لبيًا. بعد الانتهاء من إجراء المعالجة اللبية، وملئ قناة الجذر بمواد الحشي الخاملة، تُزال بعض أجزائها من القناة بشكل منهجي. يمكن إزالة الكوتابركا ميكانيكيًا (باستخدام سنابل غيتس غليدن) أو حراريًا (باستخدام إحدى أدوات جهاز سيستم بي) أو كيميائيًا (باستخدام المذيبات الكيميائية، ولكن هذه الطريقة غير مفضلة في الوقت الحاضر بسبب صعوبة التحكم في عمق التليين) تُسمى المساحة المتوضعة تاجيًا بالنسبة للكوتابركا الموجودة في القناة بحجرة الوتد وتصبح متاحة من أجل وضع الوتد فيها. من المفضل ترك مواد حشي كافية في منطقة الذروة من أجل الحفاظ على ختم ذروي. لا يتطلب هذا الإجراء تخديرًا موضعيًا لأن الأسنان تكون قد ماتت لفترة طويلة بعد علاج قناة الجذر ولا يشعر المريض بأي ألم.

## طريقة التحضير
تقسم القلوب والأوتاد إلى مجموعتين رئيسيتين: المسبقة الصنع (الجاهزة) والمصبوبة. في كلا المجموعتين فإن الوتد يوضع داخل القناة الجذرية للسن المراد ترميمه. لذلك فإن هذا السن بحاجة إلى معالجة لبية قبل ذلك. بعد إتمام المعالجة اللبية وحشو الأقنية اللبية بمادة الكوتابيركا, يتم إزالة بعض الكوتابيركا من القناة الجذرية المراد وضع الوتد داخلها. عادةً تستعمل سلسلة من المبارد اللبية التي تقوم بتحضير وتوسيع القناة الجذرية. المسافة المتشكلة تاجياً بالنسبة للكوتابيركا المتبقية، والتي تدعى بمسافة الوتد، أصبحت جاهزة الآن لاستقبال الوتد. من المطلوب الإبقاء على كمية كافية من حشوة القناة الجذرية في الجزء الذروي للقناة للإبقاء على الختم الحفافي الذروي. هذا الإجراء لا يسبب ألماً ولا يستدعي إجراء تخدير، كون السن أصبح بحكم الميت بعد إجراء المعالجة اللبية.

## طول الوتد

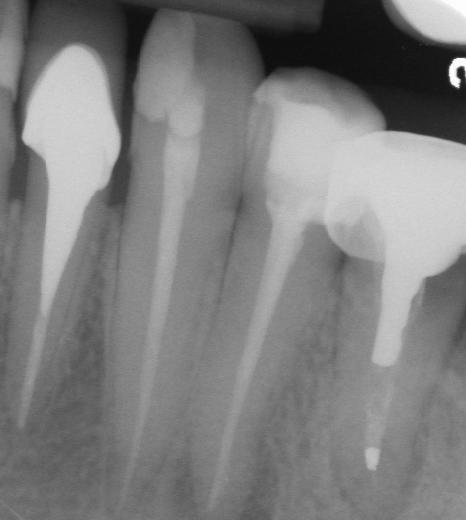
الوتد على اليسار هو وتد مستدق, بينما الوتد الذي على اليمين هو وتد متوازي.

عند تصنيع القلب والوتد، من المرغوب به أن يمتد الوتد إلى ثلثي طول القناة الجذرية (أو ألا يقل طوله عن طول التاج) من أجل تأمين ثبات كافي للوتد. بشكل رئيسي، من المهم الإبقاء على 4 ملم من الكوتابيركا في الجزء الذروي للقناة حتى لو كان ذلك على حساب طول الوتد وذلك بسبب كون الأقنية الجانبية تتواجد في آخر 4 ملم من الجذر. عندما لا تغلق هذه الأقنية الجانبية بواسطة الكوتابيركا والإسمنت المستعمل مع الكوتابركا، فإن احتمالية حدوث تسرب مجهري ودخول البكتيريا تزداد بشكل كبير مما يؤدي إلى زيادة احتمال فشل المعالجة اللبية.
ليس من الضروري أن يكون طول الوتد هو المسؤول عن ثبات القلب وبالتالي ثبات التاج النهائي. بل إن المسؤول هو طول الوتد المتواجد داخل الجذر في الجزء المحاط بالعظم منه. أي إذا كان طول الوتد ككل 16ملم وكان فقط 4 ملم منه في الجزء المدعوم عظمياً للجذر، فإن ثبات الوتد يعطي إنذاراً سيئاً. هذا الاعتبار الذي يدعى «نسبة التاج إلى الجذر» أساسي عند تقييم السن من أجل إجراء عملية تطويل تيجان الأسنان.
في الصورة على اليمين، السنين الموجودين في أقصى اليسار واليمين هما السنين الذين تم إجراء قلوب وأوتاد لهما. السنّين الموجودين في الوسط تم إجراء معالجة لبية لهما دون وضع قلوب وأوتاد.

## الأنواع
- الأوتاد مسبقة الصنع (الجاهزة):

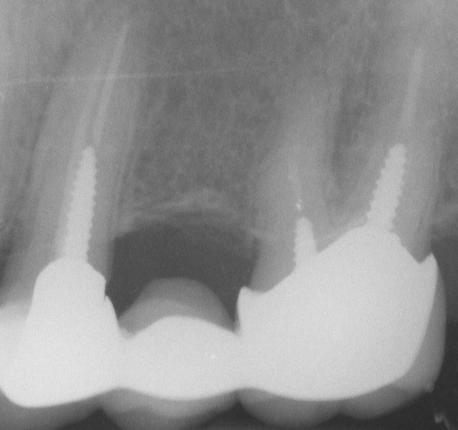
الأسنان الخلفية العلوية تم ترميمها باستخدام أوتاد مسبقة الصُنع

تحتاج الأوتاد الجاهزة إلى وقت أقل للتطبيق كونها لا تحتاج إلى أي عمل مخبري، وكونها تطبق مباشرة مع إمكانية إجراء تعديلات مباشرة عليها بعد إتمام المعالجة اللبية وتحضير مسافة الوتد داخل القناة الجذرية. بعد إلصاق الأوتاد الجاهزة بشكل جيد، يتم تطبيق مادة القلب (مثل الكمبوزيت السني) حول الوتد الملصق. بعد تصلب مادة القلب وتحضيرها لاستقبال التاج السني، يمكن أخذ الطبعة من أجل صناعة التعويض الثابت.
مؤخراً, حلت أنظمة أوتاد اللراتنج المقوى بالألياف محل أنظمة الأوتاد الجاهزة المعدنية كونها تؤمّن مقاومة أفضل لكسور البنية السنية الغير قابلة للعلاج (كسر الجذر الشاقولي).
- الأوتاد المصبوبة:

في الحالات التي لا يتطابق فيها حجم المسافة المخصصة للوتد مع الوتد الجاهز. يمكن صنع الأوتاد والقلوب المصبوبة للسن. يتم صناعة قلب ووتد من الراتج وذلك باستخدام وتد بلاستيكي قابل للحرق ووضعه داخل المسافة المخصصة للوتد مع مادة راتنجية، مثل الـ Duralay, والتي تستعمل أيضاً لبناء السن بالأبعاد المطلوبة. عند الانتهاء، تتم إزالة القلب والوتد المصنوع من الراتنج عن النسج السنية ويتم وصل وتد الصب تماماً مثلما يتم وصله إلى التاج المشمع، وبذلك يمكننا صب وتصنيع قلب ووتد مصبوب من الذهب أو التيتانيوم أو أي معدن آخر باستخدام طريقة الشمع المذاب. عندما يكون من الصعب إخفاء لون القلب المعدني المصبوب، يمكن استخدام الوتد المصنوع من أوكسيد الزيركون والذي وبسبب لونه يترك خيالاً أقل تحت الترميم النهائي. كطريقة أخرى، يمكن أخذ طبعة للمسافة المخصصة للوتد باستخدام الـ PVS، وتستخدم هذه الطبعة لصنع وتد ملائم وذلك في المخبر السني.

## تصميم الوتد
هناك أنواع مختلفة لتصميم الأوتاد المتوفرة والتي تجمع بين واحدة أو أكثر من الخصائص التالية:
- متوازية أو مستدقة.
- ملساء الحواف أو مسننة أو مثلمة.
- الوتد بمفرده أو مع حلقة مفردة دائرية إضافية.

في الحالة التقليدية فإن أفضل تصميم للوتد والذي يقلل من احتمالية الفشل هو أضيق وأطول وتد أملس متوازي والذي يناسب مسافة الوتد. إن استعمال أطول وتد ممكن يؤمن انتقال القوى من التاج بشكل موزع على أكبر جزء ممكن من الجذر. استعمال القطر المناسب للوتد يؤمن الحفاظ على أكبر قدر ممكن من النسج السنية الطبيعية والتي تؤمن أكبر قدر من الثبات للوتد داخل القناة، وبالتالي فإنه يستعمل مع أقل قدر من الخسارة في النسج السنية للجدران الداخلية للقناة. على الرغم من كون الوتد أملس الحواف أقل ثباتاً من كلا الوتد المسنن والمثلم، إلا أنه أقل الأوتاد نقلاً للقوى إلى جذر السن. الأوتاد الملساء والمثلمة تعتبر أوتاد سلبية التثبيت والتي تدخل ببساطة داخل القناة بعد إلصاقها، بينما الأوتاد المسننة ترتبط بفعالية مع الجدران الداخلية للقناة الجذرية وكأنها تشد كبرغي داخلها. بسبب ذلك تمتلك هذه الأوتاد أشد درجات الثبات والتي تسبب إنتاج قوة على جدران الجذر القصفة، ولذلك فإنها غير محبذة الاستخدام في أغلب الحالات.
إن استخدام القلب والوتد لا يقوي السن قبل وضع التاج النهائي؛ بمعنى آخر، يمكن للقلب والوتد أن يضعف النسج السنية بسبب كون القوى المطبقة على التاج النهائي والقلب تنتقل بشكل افتراضي إلى كامل طول السن القصف المعالج لبياً. هذه السلبية المكتسبة تؤخذ بعين الاعتبار عند تحديد إنذار الترميم النهائي ويجب أن تشرح للمريض قبل بدء العلاج. بسبب هذه الزيادة في معدل الفشل في ترميمات القلوب والأوتاد (عند أخذ جميع معدلات الفشل المفردة المتعلقة بالإجراءات المختلفة لترميم السن مثل المعالجة اللبية، تطويل التاج، القلب والوتد) فإنه ينصح أحياناً بقلع السن ووضع زرعة عوضاً عنه.
إن الوتد مع الحلقة المفردة الدائرية الإضافية يزيد من مساحة التماس بين القلب والنسج السنية الصلبة للسن المعالج بشكل كبير، لذلك فإن هذا النظام لا يتطلب أن يكون طول الوتد ثلثيّ طول القناة كما هو موصى به.